# سوخولجان
سوخولجان (به لاتین: Sokhuldzhan) یک منطقه مسکونی در جمهوری آذربایجان است که در شهرستان یاردیملی واقع شده است.